# Шелестов, Алексей Андреевич
Алексей Андреевич Шелестов (2.8.1933, г. Алма-Ата Казахской АССР — 30.5.2011, г. Москва РФ) — советский военный деятель, генерал-майор.

## Биография
Окончил Алма-Атинское пограничное училище (1954), Военную академию им. М. В. Фрунзе (1966), Военную академию Генштаба им. К. Е. Ворошилова (1976). Зам. нач. пограничной заставы Тихоокеанского окр., служил в Закавказском ВО. В 1981—87 начальник войск Забайкальского Пограничного Округа. Затем преподавал в Военно-политической академии им. В. И. Ленина. Награждён орденами «За службу Родине в Вооружённых Силах СССР» 3-й степени, Красной Звезды, медалями СССР и Монголии.
1951—1954 — курсант Алма-Атинского пограничного училища.
1954—1956 — заместитель начальника пограничной заставы им. Краевого 58-го Краснознамённого Гродековского пограничного отряда.
1956—1957 — начальник учебной пограничной заставы 58-го Краснознамённого Гродековского пограничного отряда.
1957—1963 — начальник Школы сержантского состава 58-го Краснознамённого Гродековского пограничного отряда.
1963—1966 — слушатель Военной академию им. М. В. Фрунзе.
1966—1968 — начальник боевой подготовки Батумского пограничного отряда.
1968—1970 — офицер 1-го отдела Закавказского пограничного округа.
1970—1972 — начальник штаба Октемберянского пограничного отряда.
1972—1974 — начальник Октемберянского пограничного отряда.
1974—1976 — слушатель Военной академии Генштаба им. К. Е. Ворошилова.
1976—1978 — заместитель начальника войск Дальневосточного пограничного округа.
1978—1980 — начальник штаба Тихоокеанского пограничного округа.
1980—1987 — начальник войск Забайкальского пограничного округа.
1987—1989 — преподаватель (?) Военно-политической академии им. В. И. Ленина.
1989—1993 — первый заместитель начальника института ПВ КГБ СССР.

## Источник
- Энциклопедия Забайкалья